# Bengalfuchs
Der Bengalfuchs (Vulpes bengalensis) ist ein auf dem indischen Subkontinent endemischer, mittelgroßer Fuchs. 
Über das Tier ist verhältnismäßig wenig bekannt, detaillierte wissenschaftliche Untersuchungen, insbesondere zu seiner Ökologie, fanden erstmals im Rahmen eines indisch-amerikanischen Projekts von 2005 bis 2008 statt. Auf Englisch ist er auch als „Indian fox“ („Indischer Fuchs“) bekannt. Der englische Zoologe George Shaw veröffentlichte im Jahre 1800 die erste wissenschaftliche Beschreibung und klassifizierte die Art als Canis bengalensis.

## Beschreibung
Der Fuchs erreicht eine Länge von durchschnittlich 45–60 Zentimeter, dazu kommen 25–35 Zentimeter für den buschigen Schwanz. Die Körperhöhe beträgt 26–28 Zentimeter, das Gewicht liegt zwischen 1,8 und 3,2 Kilogramm (nach anderen Angaben bis 4 Kilogramm). Das kurzhaarige Fell ist sandfarben-rotbraun, unterseits etwas heller, die Schwanzspitze ist schwarz. 

## Verbreitungsgebiet

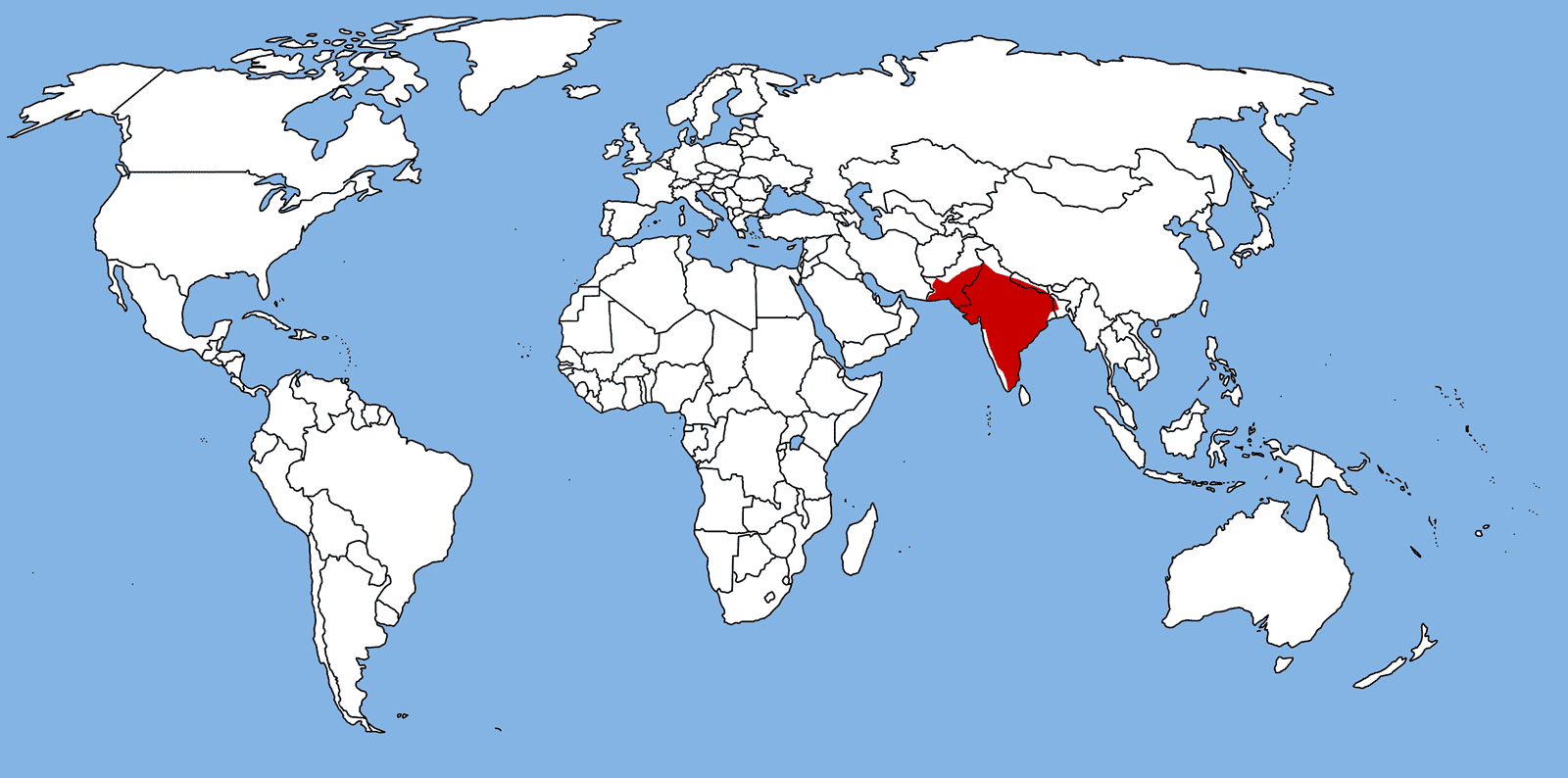
Verbreitungsgebiet des Bengalfuchses

Der Bengalfuchs bewohnt ein Gebiet, das im Norden von den südlichen Ausläufern des Himalaja, wo er bis auf 1500 Meter Höhe steigt, und im Süden bis zur Spitze der indischen Halbinsel reicht. Er ist in Nepal, Pakistan, Indien und Bangladesch zu finden. Sein typisches Biotop sind die offenen Landschaften des Gras- und Dornbuschlandes bis hin zu Halbwüsten. Hier erleichtert das offene Gelände die Jagd und der lockere Boden ist günstig für das Graben der Fuchsbaue. Dichte Wälder und echte Wüsten, wie auch steiles oder mit hohem Gras bewachsenes Gelände meidet er. Obwohl er ein recht großes Verbreitungsgebiet hat, ist er nirgends häufig. In Indien und Pakistan ist sein Bestand überwiegend durch die Freizeitjagd bedroht, ihm wird aber auch wegen des Fleisches nachgestellt, das in der traditionellen Medizin Verwendung findet. 

### Indien
Er ist der am häufigsten anzutreffende Vertreter der Füchse in den Ebenen Indiens. Dort sind durch den Einfluss des Menschen, insbesondere durch starke Bejagung, die Bestände regional jedoch schon stark zurückgegangen, lokal ist er bereits völlig verschwunden. Es scheint, dass Populationen nur noch in den Gebieten stabil sind, wo raues, felsiges Terrain den Tieren Rückzugsmöglichkeiten bietet. Im Durchschnitt beträgt die Bestandsdichte etwa ein Exemplar pro zehn Quadratkilometern. Im südlichen Indien fallen weniger als zwei Prozent der bevorzugt besiedelten aber zugleich ökologisch stark bedrohten semiariden Graslandschaften in den Bereich von Schutzgebieten. 
 
In landwirtschaftlich genutztem Gebiet hat der eigentlich tagaktive Fuchs sein Verhalten geändert und seine Aktivitätsphase in die späten Abendstunden verlegt.

### Pakistan
In Pakistan ist er nur an wenigen Stellen anzutreffen, so im Lahore district und in der Cholistan-Wüste in Punjab. Auch in Kasur und weiter südlich in der Thar-Wüste in der Provinz Sindh und im Dadu und Thatta district kommt er vor. 

### Nepal
Über das Vorkommen in Nepal gibt es nur wenige Informationen aus jüngerer Zeit. Ein Bericht von 1970 erwähnt die Anwesenheit der Tiere in den fruchtbaren, offenen Feldgebieten des Terai-Gürtels, im Wald um Birganj, im Tal der Rapti, eines Nebenflusses der Kali Gandaki, und im äußersten Westen des Landes.

### Bangladesch
Über das Vorkommen des Bengalfuchses in diesem Land ist kaum etwas bekannt.

## Lebensweise
Es wird angenommen, dass Bengalfüchse in einer dauerhaften Paarbindung (Monogamie) leben, doch gibt es dafür nur wenige Anhaltspunkte; auf der Jagd sieht man den Bengalfuchs stets allein. Über die Paarungszeit der Füchse ist bislang nichts bekannt. Die zwei bis vier (nach anderen Angaben drei bis sechs) Jungen werden nach einer Tragzeit von etwa 51 bis 53 Tagen geboren. Das Geburtsgewicht liegt zwischen 50 und 100 Gramm. Es ist nicht bekannt, wie lange die Jungen gesäugt werden oder wann die Geschlechtsreife eintritt. Gelegentlich beteiligen sich die Jungen des vorangegangenen Wurfs bei der Aufzucht ihrer jüngeren Geschwister. Bengalfüchse können ein Alter von über 10 Jahren erreichen.
Bedingt durch menschliche Nachstellung ist der Fuchs vielerorts zu einer dämmerungs- und nachtaktiven Lebensweise übergegangen. Bei bedecktem Himmel oder bei Regen geht er dort aber auch tagsüber auf Nahrungssuche. 

Der Fuchs legt zwei verschiedene Arten von Bauen an. Neben einfachen Bauen für kürzere Aufenthalte, mit kurzen Röhren und nur zwei Eingängen, legt er weit verzweigte Gangsysteme mit vielen Eingängen an. Hier werden auch die Jungen geboren. Der Bereich um die Eingänge ist, wie bei vielen anderen Fuchsarten, mit den Abfällen der Bewohner übersät.
Bengalfüchse sind opportunistische Allesfresser (Omnivoren) mit einem großen Nahrungsspektrum und ernähren sich von kleinen Tieren wie Insekten und Krebsen ebenso wie von den Gelegen bodenbrütender Vögel, von Reptilien, Nagetieren und anderen kleinen Säugern. Daneben fressen sie, je nach Jahreszeit, auch Früchte wie Melonen oder die Schösslinge und Hülsen der Kichererbse.

## Systematik
Die wissenschaftliche Erstbeschreibung des Bengalfuchses stammt von George Shaw aus dem Jahr 1800, der die Art als Canis bengalensis den Hunden zuordnete. Er wird heute gemeinsam mit elf weiteren Arten in die Gattung Vulpes eingeordnet. Auf der Basis von morphologischen und molekularbiologischen Daten wurde er von Binninda-Emonds et al. 1999 in eine gemeinsame Gruppe mit dem Kapfuchs (V. chama) und dem Blassfuchs (V. pallida) eingeordnet und den restlichen Arten der Füchse als Schwestergruppe gegenübergestellt.
Neben der Nominatform werden keine Unterarten unterschieden.

## Gefährdungen und Schutzmaßnahmen
Der Bengalfuchs ist hauptsächlich durch eine Reihe vom Menschen verursachter Gefahren bedroht. Viele Füchse fallen der intensiven, als Freizeitvergnügen betriebenen Jagd zum Opfer, die nicht dem Schutz der Haustiere dient, denn an diese geht er nicht heran. Er wird geschossen, mit Hunden gehetzt oder die Eingänge seiner Baue werden mit Steinen verschlossen. Nomaden im indischen Distrikt Tirunelveli (Bundesstaat Tamil Nadu) verwenden selbst gebaute Explosivkörper, die sie mit Tierfett bestreichen, um die Füchse zu erlegen. Das Fleisch dient als Nahrung, Zähne und Klauen, der Schwanz und das Fell sind als Glücksbringer begehrt. Der Handel mit solchen Produkten ist aber nur von lokaler Bedeutung.
Die Art ist aber auch indirekt durch die Vernichtung des Lebensraums bedroht. Das von ihr bevorzugte offene Gelände wird mehr und mehr in Agrarland umgewandelt oder weicht menschlichen Ansiedlungen. Hinzu tritt die Vergiftung durch die in der Landwirtschaft verwendeten Pestizide. Auch natürliche Bestandsfaktoren wie die starken Schwankungen in den Beständen kleiner Nagetiere, die einen bedeutenden Teil der Nahrung ausmachen, sowie ansteckende Krankheiten setzten den Tieren zu.
Da der Fuchs weit verbreitet ist, wurde er im Hinblick auf den Artenschutz wenig beachtet und galt lange Zeit als ungefährdet. Erst in den 1990er Jahren stellte sich heraus, dass sein Verbreitungsgebiet lückenhaft geworden und oft nur noch dünn besiedelt ist. Da die Bestandsgröße infolgedessen deutlich geringer ist als angenommen und weiterhin sinkt, erscheinen den Verantwortlichen Maßnahmen zum Schutz der Art geboten. Zwar wurden bisher für den Bengalfuchs keine gesonderten Schutzgebiete ausgewiesen, man hofft aber auf eine Verbesserung der Situation in den neuen Reservaten, die zum Schutz der Kappentrappe (Ardeotis nigriceps) in den indischen Bundesstaaten Karnataka, Andhra Pradesh, Madhya Pradesh, Maharashtra, Rajasthan und Gujarat eingerichtet wurden oder geplant sind.
Die International Union for Conservation of Nature and Natural Resources (IUCN) stuft die Art als „nicht gefährdet“ (Least concern) ein, da eine akute Bedrohung für die Bestände nicht angenommen wird. In seinem Verbreitungsgebiet lebt er nur in geringer Dichte und de Bestände können abhängig von der Beuteverfügbarkeit starken Schwankungen ausgesetzt sein. Vor allem durch den Lebensraumverlust durch die Umwandlung von Kurzgrasgebieten in landwirtschaftliche Flächen oder Siedlungsgebiete kommt es zudem zu Rückgängen, die jedoch nicht als bestandsgefährdend eingestuft werden.  In den Anhängen des Washingtoner Artenschutz-Übereinkommens (CITES) wird der Bengalfuchs nicht geführt.